# وليم لابوف
وليم لابوف (مواليد 4 ديسمبر 1927) (بالإنجليزية: William Labov)‏ لغوي أمريكي، أستاذ في علم اللغة في جامعة بنسلفانيا، ويعتبر مؤسس علم اللغة الاجتماعي، وله أبحاث عديدة في علم اللهجات، وهو صاحب كتاب: «التراتبية الاجتماعية في إنكليزية مدينة نيويورك».